# Teatro de la Ciudad Esperanza Iris
Teatro de la Ciudad Esperanza Iris je divadlo v Ciudad de México, nacházející se vedle budovy někdejší Poslanecké sněmovny v ulici Donceles v historickém centru města. Postaveno bylo v roce 1918 podle návrhu architektů Ignacia Capetilla Servína a Federica Mariscala na místě bývalého divadla Xicoténcatl a jeho vznik do značné míry financovala zpěvačka a herečka Esperanza Iris, podle níž dostalo svůj původní název Teatro Esperanza Iris. Slavnostního otevření 25. května 1918 se účastnil i tehdejší přezident Venustiano Carranza.
Po smrti Esperanzy Iris v roce 1962 divadlo upadalo, v roce 1976 bylo znovuotevřeno pod názvem Teatro de la Ciudad. V roce 1984 bylo po pořáru uzavřeno, ke znovuotevření došlo po dvou letech, ale počínaje rokem 1996 bylo řadu let kvůli poškození opět uzavřeno. K dalšímu otevření došlo v roce 2002 a počínaje rokem 2008, kdy slavilo 90. výročí otevření, bylo přejmenováno na Teatro de la Ciudad Esperanza Iris. Kapacita divadla je 1344 sedících návštěvníků. Konají se zde divadelní, taneční i hudební představení. Ze zahraničních hudebníků zde vystupovali například Antony and the Johnsons (2012), Interpol (2018), John Zorn (2023) a John Cale (2024).